# دو هویی گوجوسان
پادشاه دو هویی چهاردهمین پادشاه ￼￼گیجا چوسان بود. او از ۷۷۸ قبل از میلاد تا ۷۷۶ قبل از میلاد سلطنت کرد. نام واقعی او جیک (هانگول: 직، هانجا: 職) بود. بعد از او مونیول به سلطنت رسید. 